# Aneurisma de l'aorta
Un aneurisma de l'aorta o aneurisma aòrtic (AA) és un terme general per a una ampliació (dilatació) fixa de l'aorta, fins a més d'1,5 vegades la grandària normal, i que afecta les tres capes del vas. Si bé la causa d'un aneurisma pot ser multifactorial, el resultat final és una debilitat subjacent a la paret de l'aorta en aquesta ubicació. L'aneurisma pot ocasionalment causar dolor, la qual cosa és un signe de ruptura imminent. Quan esdevé la ruptura, es produeix una hemorràgia interna massiva i, si no és tractada immediatament, el xoc i la mort poden ocórrer en qüestió de minuts a hores.
És una patologia amb una alta incidència familiar (la probabilitat d'aparició en fills de mare portadora és del ~70%), que té una forta relació amb els clàssics factors de risc vascular (HTA, tabaquisme, dislipèmia, MPOC), predominant en els homes i amb una prevalença considerable entre la població general (> 50 anys: 3,5/100 habitants; > 80 años: 30/100 habitants). En alguns països, la disminució del nombre de fumadors en un període de 20-25 anys ha comportat una prevalença de la malaltia molt menor.

## Classificació
Segons la seva morfologia, els AAs poden ser:
- saculars (arrodonits).[5]
- fusiformes (allargats i el·lipsoides, amb els extrems més estrets que el centre). Són els més freqüents.[6]
- dissecants (ruptura intimal, dissecció de les capes de l'artèria i dilatació posterior de la falsa llum del vas).[7]

Els AAs es poden classificar segons la seva localització anatòmica:
- Aneurismes de l'arrel aòrtica (també anomenats aneurismes dels sins de Valsalva).[8] Són poc freqüents i acostumen a tenir un origen congènit. Per regla general s'originen en el si coronari dret (≥90% dels casos) i la seva ruptura és cap al ventricle o l'aurícula ipsilaterals. La ruptura a cavitat pericardíaca d'un aneurisma del si esquerre és excepcional.[9]
- Aneurismes de l'aorta ascendent. S'estenen des de l'arrel del vas fins l'origen de l'artèria braquiocefàlica. Són el segon subtipus d'AA més freqüent, després de l'abdominal. La seva etiologia predominant és l'arterioscleròtica (la majoria d'ells es diagnostiquen en malalts de 60-70 anys amb antecedents d'hipertensió arterial i tabaquisme), encara que també es veuen en pacients amb malalties degeneratives del teixit connectiu o vàlvula aòrtica bicúspide. En aquests casos, el diagnòstic acostuma a fer-se a una edat més primerenca i moltes vegades a conseqüència de la detecció casual d'un buf valvular aòrtic. La cirurgia està indicada en persones amb síndrome de Marfan o quan el diàmetre de l'aneurisma és ≥ 55 mm.[10]
- Aneurismes de l'arc aòrtic. L'arc aòrtic és el segment de l'aorta toràcica que s'estén des de l'origen proximal del tronc braquiocefàlic fins a la porció distal de l'origen de l'artèria subclàvia esquerra. És una zona arterial important, ja que d'ella sorgeixen les branques aòrtiques que irriguen el cap i les extremitats superiors. Anatòmicament es pot dividir en un arc proximal, relacionat amb la sortida del tronc braquiocefàlic i un arc distal que inclou les sortides de l'artèria caròtide esquerra i de l'artèria subclàvia esquerra. Aquests aneurismes representen només un 10% dels aneurismes de l'aorta toràcica, però tenen un alt risc de ruptura. La morfologia de l'arc i les interaccions dinàmiques entre el flux sanguini i l'elasticitat del vas són factors que afavoreixen dita circumstància.[11] Acostumen a ser saculars i -en cas que el pacient no presenti símptomes- es recomana la cirurgia si el seu diàmetre supera els 55 mm.[12]
- Aneurismes toracoabdominals. Són la conseqüència de la prolongació d'un aneurisma de l'aorta descendent fins l'aorta abdominal. Poden afectar trams del vas compresos entre l'origen de l'artèria subclàvia esquerra i la bifurcació aorto-ilíaca. Les indicacions per la seva intervenció quirúrgica inclouen la ruptura, la dissecció, la compressió d'òrgans adjacents, un creixement superior a ≥1 cm/any i una mida absoluta >6,5 cm o >6,0 cm en pacients amb trastorns del teixit connectiu. Segons les seves característiques poden requerir cirurgia oberta,[13] endovascular o una reparació híbrida.[14] S'agrupen en cinc variants:
  - I: Des de l'artèria subclàvia esquerra a l'aorta abdominal suprarenal abdominal.
  - II: Des de la subclàvia a la bifurcació aorto-ilíaca.
  - III: Des de l'aorta toràcica distal a la bifurcació aorto-ilíaca.
  - IV: Limitats a l'aorta abdominal immediatament inferior al diafragma.
  - V: Des de l'aorta toràcica distal a l'origen de les artèries mesentèrica superior i celíaca, però sense afectar les artèries renals.
- Aneurismes abdominals. Sorgeixen en el tram aòrtic situat a l'abdomen i són els AAs més freqüents. La seva prevalença varia en funció de la zona geogràfica, el sexe, l'edat i els criteris emprats per definir-los; però diversos estudis de cribratge estimen una prevalença d'entre el 4 i el 7,9% en homes i del 1,2% en dones, dins de la franja dels 60-80 anys, i alguns metaanàlisis calculen que afecta a un 4,8% de la població general. Malgrat tenir una etiopatogènesi diversa, l'etiologia arterioescleròtica és la predominant.[15] Molts d'ells es detecten durant una exploració relacionada amb un altre tipus de patologia. A la palpació, es pot apreciar una massa pulsativa situada habitualment a l'hipocondri esquerre o la zona epigàstrica. El diagnòstic de certesa i les característiques detallades dels AAAs s'obtenen per mitjà d'una ecografia o una TC. Els AAAs d'un diàmetre superior a 5 cm tenen un alt risc de ruptura i han de ser avaluats immediatament per un cirurgià vascular. Davant d'aneurismes d'entre 3 i 5 cm pot adoptar-se una conducta expectant, si el pacient no presenta símptomes. La majoria dels individus amb un AAA presenten també una vasculopatia perifèrica.[16] Els aneurismes abdominals tenen una àmplia tipologia, però es poden destacar tres localitzacions principals:
  - Infrarenal: Aneurismes ubicats per sota de les artèries renals.
  - Juxtarenal: Aneurismes situats per sota i adjacents a les artèries renals.
  - Infrarenal: Aneurismes a nivell o per sobre de les artèries renals i per sota de l'artèria mesentèrica superior.

Cal esmentar la diferència existent entre un AA dissecant i un pseudoaneurisma aòrtic. En un pseudoaneurisma es trenquen les tres capes de l'artèria i no solament l'íntima, formant-se una col·lecció de sang exterior al vas. Sovint, en poc temps es crea una mena de coàgul sanguini compacte que impedeix la sortida de més sang de l'aorta. Acostumen a ser consegüents a traumatismes o intervencions quirúrgiques i una de les seves complicacions més serioses és la fistulització amb estructures adjacents.
Les fístules aortobronquials apareixen en alguns casos d'AAs toràcics, sobretot localitzats a la porció descendent. No són gaire freqüents, però el seu risc de mortalitat és molt alt. La seva principal manifestació és una hemoptisi intermitent o massiva que requereix cirurgia urgent.
L'aneurisma aòrtic abdominal (AAA) afecta preferentment a homes ancians, però les dones presenten un major de ruptura i un pitjor pronòstic postoperatori. Es creu que aquestes diferències són degudes a factors hormonals, ja que afecten a la proporció de col·lagen i fibres elàstiques en l'aorta. L'estrogen incrementa l'existència de col·lagen i disminueix la quantitat d'elàstiques en la paret del vas, mentre que la testosterona provoca l'efecte contrari. Almenys vuit gens es consideren relacionats de forma directa amb el desenvolupament d'aquest tipus d'aneurismes. La trombosi d'un AAA infrarenal pot ocasionar la paràlisi de les extremitats inferiors, reversible amb una cirurgia urgent. De vegades la ruptura d'un AAA cursa amb un quadre clínic similar al de la colecistitis aguda en el que destaca un dolor intens a hipocondri dret, anomenat signe d'Einstein, ja que el físic va morir a conseqüència d'un aneurisma aòrtic amb aquesta localització, l'any 1955. Set anys abans li havien diagnosticat l'aneurisma que, segons les tècniques quirúrgiques existents a l'època, fou recobert amb cel·lofana com a mesura de contenció; encara que no es va poder evitar·la seva ruptura fatal als cinc anys de la cirurgia. Habitualment, els AAAs es trenquen cap al retroperitoneu (~70% dels casos). Un ~25% de les ruptures té lloc dins de l'espai intraperitoneal i poques vegades es produeixen fístules amb estructures properes (cava o intestí). En els casos de fístula aortoentèrica, una complicació que apareix en el 0,7–2% de tots els AAs, es pot produir una hemorràgia digestiva massiva amb el subsegüent xoc hipovolèmic. La concurrència d'AAA i ronyó pelvià congènit és molt escassa. Quan té lloc i esdevé necessària la cirurgia, cal emprar procediments especials ajustats a la peculiar conformació arterial de l'òrgan.

## Causes
Una causa no infreqüent d'aneurismes aòrtics és la infecció del vas per diferents tipus de microorganismes (aneurismes micòtics), generalment gèrmens oportunistes. El terme 'micòtic' fou encunyat pel patòleg canadec William Osler l'any 1885 i alguns autors prefereixen anomenar-los 'aneurismes aòrtics infectats' per evitar confusions semàntiques, encara que han estat proposades moltes altres denominacions i definicions. S'acostumen a produir en persones amb alteracions del sistema immunitari i/o arterioesclerosi. Molt sovint els AAs micòtics són provocats per bacteris, com ara Staphylococcus aureus, Escherichia coli o Salmonel·la enteridis. La sèpsia per Yersinia enterocolitica, un bacil productor d'una enterotoxina resistent al calor que s'adquireix principalment ingerint aliments contaminats, provoca de vegades -a través de la via hematògena- la infecció d'AAs preexistents. Pasteurella multocida, un coc-bacil Gram-negatiu comensal present al tracte nasofaríngic i gastrointestinal de molts animals -entre ells gats i gossos- pot originar aortitis infeccioses i AAs micòtics després d'una mossegada. Per regla general, la capa íntima de l'aorta presenta una bona resistència a les infeccions; ara bé, l'existència de lesions o canvis patològics en ella la fa vulnerable als microbis. Rares vegades, però, l'origen és una micosi genuïna. En aquests casos, predominen les infeccions per fongs del gènere Aspergillus. S'ha descrit l'aparició de múltiples pseudoaneurismes aòrtics per A. fumigatus mesos després d'un cateterisme cardíac. Wilson et al (1978) classificaren aquest tipus d'AAs en quatre grups:
- AAs formats després d'una arteritis microbiana secundària a bacterièmia o infecció local invasiva.[36]
- AAs posttraumàtics infectats. Fins fa uns anys predominaven en les zones de punció dels addictes a drogues per via parenteral; avui dia es veuen més com a complicació de procediments endovasculars.
- Infecció d'un AA preexistent.
- AA micòtic resultant d'embolismes sèptics provinents d'una endocarditis infecciosa.

Els aneurismes aòrtics luètics propis de la fase terciària sifilítica, freqüents abans de l'ús generalitzat dels antibiòtics i que solen aparèixer en l'aorta toràcica, a hores d'ara es veuen poques vegades en individus no immunodeficients.
Després d'un traumatisme important es poden desenvolupar aneurismes aòrtics que, eventualment i passat el temps, es compliquen fistulitzant-se amb estructures vasculars adjacents. En general, aquests aneurismes són conseqüència de traumatismes toràcics no penetrants, sovint per desacceleració sobtada en el context d'un accident de trànsit. Aquestes lesions comporten una alta mortalitat durant les hores posteriors al traumatisme. En un 1-2% dels casos, les forces de cisallament produeixen petites disrupcions en la capa intima del vas que passen desapercebudes i ocasionen un aneurisma crònic posttraumàtic a l'aorta, el qual pot evolucionar amb símptomes poc específics (disfonia, dolor al pit o a l'esquena, tos o episodis lleus d'hemoptisi) i ser detectat incidentalment o per una ruptura de l'aneurisma transcorreguts molts anys des de l'accident.
L'ús perllongat de fluoroquinolones té un efecte advers sobre el col·lagen i ha estat relacionat amb la gènesi de diverses patologies, com ara les ruptures tendinoses o els despreniments de retina. L'aorta és un estructura amb una elevada presència de col·lagen tipus I i III i alguns estudis indiquen que, en determinades circumstàncies, l'exposició a dits fàrmacs comporta un risc -baix, però estadísticament significatiu- de desenvolupar un aneurisma aòrtic iatrogènic, amb dissecció consegüent o sense ella. Si es comparen aquestes dades amb les de persones tractades amb amoxicil·lina aquest risc és de 1,2 casos per 1000 individus/any (fluoroquinolona) i de 0.7 casos per 1000 individus/any (amoxicil·lina), dins dels 60 dies posteriors a l'inici del tractament.
Una causa inusual d'AAs dissecants és l'arteritis de cèl·lules gegants. Aquesta malaltia vascular degenerativa provoca la disrupció de les fibres elàstiques de la paret de l'artèria i origina disseccions espontànies predominantment de l'aorta proximal amb una alta taxa de mortalitat, de vegades sense formació prèvia d'aneurisma. L'arteritis de Takayasu també està relacionada amb la gènesi d'AAs de localització diversa i, ocasionalment, aquesta malaltia debuta amb disseccions aòrtiques tributàries de tractament immunosupressor durant la seva fase activa i reparació quirúrgica en la fase inactiva.
Les formes hereditàries dels AAs es classifiquen, per regla general, en dos grups: les que presenten manifestacions extraaòrtiques (sindròmiques) i les que no les presenten (no sindròmiques). El grup sindròmic inclou diversos trastorns considerats històricament malalties del teixit connectiu. El grup no sindròmic està format per AAs familiars que mostren patrons d'herència i afectació cardiovascular similars, però sense mostrar a l'examen físic signes externs que indiquin el desenvolupament d'una dilatació aòrtica subjacent.
La síndrome de Marfan (SF) és una malaltia multisistèmica originada per una mutació en el gen FBN1, codificador de l'elastina, que altera greument les propietats del teixit conjuntiu sense predominança de sexe o raça. Les persones amb aquesta síndrome presenten diverses anomalies cardiovasculars. Una de les més serioses és la formació d'aneurismes aòrtics derivats de la degradació de les seves fibres elàstiques (menys nombroses que les existents a les aortes de la població general) i d'uns espais interfibril·lars augmentats, fenòmens que empitjoren amb l'edat i comporten una disminució de la resistència del vas, especialment a la porció toràcica. Alguns autors indiquen que la SF comporta canvis inflamatoris causats per un metabolisme defectuós de l'àcid araquidònic que coadjuven en el desenvolupament de dilatacions a l'aorta, ja que incrementen l'heterogeneïtat cel·lular i la desestructuració de les fibril·les en dita artèria. Malgrat les importants millores aconseguides en el diagnòstic i tractament d'aquests aneurismes, els pacients amb SF tenen uns alts índexs de morbiditat i mortalitat prematura. Un 60–80% dels adults afectes de SF acaben desenvolupant una dilatació de l'arrel aòrtica, que modifica la normal fisiologia de la vàlvula aòrtica, desencadena la seva insuficiència i eixampla progressivament el diàmetre del tram ascendent l'artèria amb el conseqüent risc de dissecció, ruptura i mort.
La síndrome d'Ehlers-Danlos de tipus IV, vascular (SED-IV), coneguda també amb el nom de síndrome de Sack-Barabas, és un trastorn hereditari autosòmic dominant del teixit connectiu causat por mutacions en el gen COL3A1 que codifica el procol·làgen tipus III. Les complicacions vasculars que provoca poden afectar totes les àrees anatòmiques, amb una preferència per les artèries de diàmetre gran i mitjà. No és rar que en casos de SED-IV s'observi la concurrència de diversos aneurismes a diferents llocs. En la SED-IV, els aneurismes aòrtics acostumen a ser fusiformes, apareixen a l'aorta toràcica i a l'abdominal i poden ser mùltiples. En nens amb la malaltia, s'han descrit aneurismes gegants de l'aorta ascendent i l'arc aòrtic.
La síndrome aneurismàtica-osteoartrítica, originada per mutacions en el gen SMAD3, és una síndrome autosòmica dominant descrita a principis de la dècada de 2010, caracteritzada per aneurismes arterials, disseccions aòrtiques, tortuositat dels vasos i osteoartritis. Els aneurismes es desenvolupen a moltes artèries, incloent l'aorta toràcica i l'abdominal, les artèries ilíaques i les artèries intracranials. Aquesta síndrome és responsable del 2% de tots els aneurismes toràcics familiars dissecants. La dilatació de l'arrel aòrtica, seguida de la dissecció i ruptura del vas és la causa principal de mort en les persones que pateixen la malaltia. En alguns individus, la dissecció esdevé en aortes amb un diàmetre moderadament augmentat.
L'osteogènesi imperfecta, el pseudoxantoma elàstic, l'homocistinúria (causant especialment d'AAAs en persones ancianes), la síndrome de Turner, la poliquistosi renal hereditària (autosòmica dominant), la mucopolisacaridosi tipus I o la vàlvula aòrtica bicúspide són altres malalties genètiques que poden causar AAs. Almenys un 20% de les persones amb aquesta anomalia cardíaca desenvolupen aneurismes aòrtics toràcics, els quals tradicionalment eren considerats una conseqüència hemodinàmica del defecte valvular. Avui dia, però, existeixen múltiples evidències que suggereixen un vincle causal genètic comú present en els individus que presenten ambdues malalties. Diversos gens semblen estar implicats en dita associació, com ara NOTCH1, MAT2A i SMAD6. Alguns autors afirmen que SMAD6 és el principal responsable de l'arquitectura genètica d'aquests AAs en particular.
La síndrome de Cogan (una malaltia autoimmunitària d'etiologia desconeguda), és una causa rara d'aneurismes aòrtics, els quals deriven d'una aortitis consegüent a una vasculitis sistèmica.
La coartació de l'aorta representa un 8%-10% de totes les malformacions cardíaques i quasi un 85% dels casos s'acompanya d'una vàlvula aòrtica bicúspide. Els AAs s'observen en pacients portadors d'una coartació no tractada, després d'una angioplàstia dilatadora de la mateixa o en certs casos de reparació quirúrgica d'una endocarditis infecciosa relacionada amb la malformació. L'existència d'aneurismes secundaris a una coartació aòrtica té un alt risc de ruptura. El mecanisme patogènic dels AAs posteriors a intervencions quirúrgiques sobre el defecte arterial són petites fissures aparegudes a la capa íntima i la capa mitja del vas. L'ús de stents recoberts redueix la incidència d'aquestes lesions aòrtiques internes i, per tant, el perill d'una complicació aneurismàtica.
Segons, fonamentalment, estudis en models animals s'acceptava que els àcids grassos poliinsaturats omega-3 (àcid eicosapentaenòic i àcid docosahexaenòic) tenien un efecte beneficiós en la prevenció dels aneurismes aòrtics, gràcies a la seva capacitat d'inhibir la inflamació mediada per macròfags. El manteniment de la seva proporció en sang, o índex d'omega 3, requereix en molts casos una suplementació de llarga durada. Un grup de recerca format per investigadors de l'IDIBAPS, la UAM i l'Hospital Universitari d'Odense, ha posat de manifest que en la població d'un país amb un bon índex d'omega-3 (Dinamarca) dit index no està relacionat amb la presència i progressió d'AAAs, mentre que un alt nivell d'àcid araquidònic als eritròcits s'associa a una major prevalença d'aquest tipus d'aneurismes i a un increment en la seva progressió amb independència de la mida de l'aorta. Això implica que l'àcid araquidònic pot ser potencialment un biomarcador pronòstic millor que l'índex d'omega-3 i un objectiu terapèutic a tenir en compte en les estratègies de prevenció dels AAAs. Els resultats d'altres treballs demostren que alts nivells de la proteïna Gal-3 (un tipus de lectina) es relacionen amb la progressió dels AAAs i que la inhibició de la mateixa emprant un derivat de la pectina comporta una reducció del diàmetre aòrtic en models experimentals murins d'aneurisma. També experimentalment, el montelukast (un antagonista dels receptors del cisteinil-leucotriè utilitzat per tractar l'asma), bloqueja l'acció inflamatòria dels leucotriens en la paret aòrtica i és considerat un compost apte per desenvolupar assajos clínics dirigits a prevenir els AAAs.

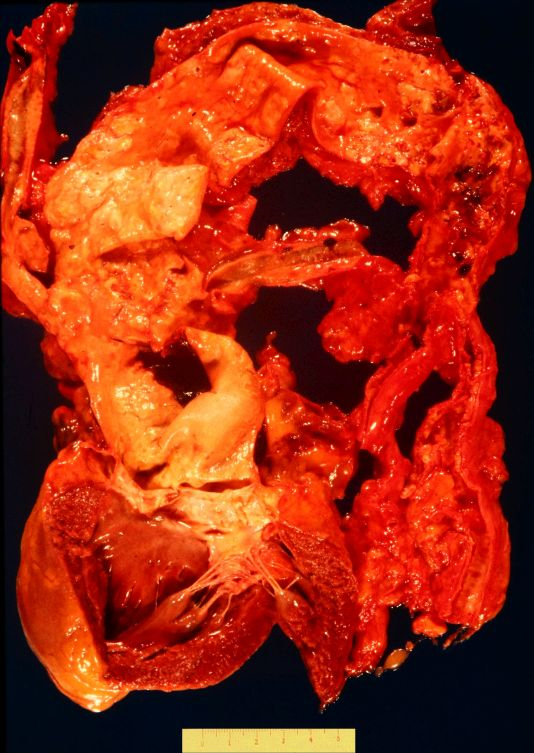
Aneurisma aòrtic. Tipus I de Crawford
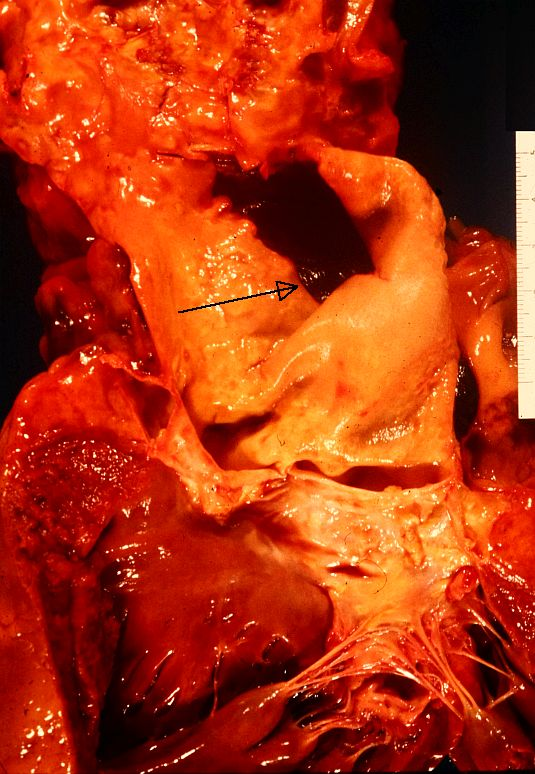
Aneurisma tipus I de Crawford. Detall de la zona de ruptura